# 栃清龍勇気
栃清龍 勇気（とちせいりゅう ゆうき、1995年4月26日 - ）は、岐阜県岐阜市出身で、春日野部屋所属の現役大相撲力士。本名は長尾 勇気（ながお ゆうき）。身長173.8cm、体重137.4kg、血液型はB型。最高位は西幕下7枚目（2021年7月場所）。
兄は同じ春日野部屋に所属する栃岐岳。

## 来歴
兄（栃岐岳）の影響で4歳の時から地元の岐阜木曜クラブで相撲を始めた。岐阜市立常磐小学校3年次に全日本小学生相撲優勝大会4年生以下の部で優勝、4年次にわんぱく相撲全国大会で優勝してわんぱく横綱のタイトルを獲得したほか、小学生優勝大会でも準優勝、5年次にわんぱく相撲全国大会で3位入賞した。岐阜市立青山中学校在学中は兄の通っている岐阜農林高校で稽古をつけてもらっており、これが縁となって中学校卒業後は同高校に進学した。高校在学中は、2年次に全国高等学校総合体育大会相撲競技大会個人16強・団体8強、全国選抜高等学校相撲弘前大会団体3位、全国高等学校相撲選抜大会個人準優勝などの実績を残した。
高校卒業後の進路については、大学へ推薦入学する話もあったが、「その4年の間に関取になりたい」と大相撲入りを志望し、高校相撲部の監督と11代春日野（元関脇・栃乃和歌）が知り合いという縁で春日野部屋に入門した。2014年3月場所で初土俵を踏み、同期生には大翔丸、正代、髙立らがいる。翌5月場所は初めて番付に名前が載り、7番相撲で正代に敗れただけの6勝1敗の成績を収めた。
2015年9月場所で新幕下に昇進。これを機に、四股名を「栃清龍」に改めた。高校時代に地元岐阜県で行われた国体の愛称が「ぎふ清流国体」であることに由来している。その後は幕下と三段目を往復した時期があり、2017年1月場所では三段目の地位で負け越したが、同年5月場所では7番相撲で村田に敗れたが6勝1敗の好成績として幕下に復帰して以降は、幕下の地位に定着している。2018年1月場所も幕下の地位で初日から6連勝としたが、勝てば幕下優勝の7番相撲で若隆景に敗れて幕下優勝を逃した。同年5月場所で初めて幕下15枚目以内の番付を経験するが、負け越した。その後は幕下中位の番付が続いたが、2019年11月場所から3場所連続の負け越しで、2020年7月場所では西幕下59枚目と三段目目前まで番付を落とした。しかし、この場所は6連勝スタートとして、7番相撲で幕内経験者の千代の国に敗れたが、6勝1敗の好成績で取り終えた。翌9月場所も6連勝スタートとしたが、7番相撲で寺沢に敗れた。これにより、勝てば幕下優勝の1番を2場所連続で落とした形にもなったが、「自分の相撲が取れていると思います。体が動いています」とコメントを残している。

## 主な成績
2025年7月場所終了現在

### 通算成績
- 通算成績：249勝216敗4休（68場所）

| | 一月場所 初場所（東京） | 三月場所 春場所（大阪） | 五月場所 夏場所（東京） | 七月場所 名古屋場所（愛知） | 九月場所 秋場所（東京） | 十一月場所 九州場所（福岡） |
| --- | ----------------------- | ----------------------- | ----------------------- | --------------------------- | ----------------------- | --------------------------- |
| 2014年 （平成26年） | x                       | （前相撲）              | 東序ノ口4枚目 6–1       | 西序二段26枚目 6–1          | 東三段目63枚目 5–2      | 東三段目35枚目 2–5          |
| 2015年 （平成27年） | 東三段目59枚目 5–2      | 西三段目29枚目 4–3      | 東三段目16枚目 4–3      | 東三段目6枚目 4–3           | 東幕下55枚目 2–5        | 西三段目18枚目 5–2          |
| 2016年 （平成28年） | 西幕下54枚目 3–4        | 東三段目7枚目 5–2       | 東幕下47枚目 5–2        | 西幕下33枚目 4–3            | 西幕下54枚目 4–3        | 東幕下47枚目 2–5            |
| 2017年 （平成29年） | 西三段目4枚目 3–4       | 西三段目24枚目 4–3      | 東三段目11枚目 6–1      | 東幕下35枚目 4–3            | 西幕下28枚目 3–4        | 西幕下35枚目 3–4            |
| 2018年 （平成30年） | 東幕下47枚目 6–1        | 西幕下20枚目 4–3        | 西幕下15枚目 2–5        | 西幕下31枚目 2–5            | 東幕下48枚目 6–1        | 東幕下20枚目 2–5            |
| 2019年 （平成31年 /令和元年） | 西幕下37枚目 2–5        | 西幕下50枚目 5–2        | 東幕下29枚目 4–3        | 東幕下29枚目 4–3            | 西幕下25枚目 4–3        | 西幕下20枚目 3–4            |
| 2020年 （令和2年） | 東幕下26枚目 2–5        | 東幕下44枚目 3–4        | 感染症拡大 により中止   | 西幕下59枚目 6–1            | 西幕下28枚目 6–1        | 東幕下10枚目 3–4            |
| 2021年 （令和3年） | 東幕下12枚目 3–4        | 東幕下17枚目 5–2        | 東幕下10枚目 4–3        | 西幕下7枚目 2–5             | 西幕下18枚目 3–4        | 西幕下26枚目 2–5            |
| 2022年 （令和4年） | 西幕下39枚目 5–2        | 西幕下24枚目 4–3        | 西幕下18枚目 5–2        | 東幕下11枚目 4–3            | 東幕下8枚目 3–4         | 東幕下14枚目 5–2            |
| 2023年 （令和5年） | 東幕下8枚目 3–4         | 西幕下12枚目 1–3–3      | 西幕下35枚目 2–5        | 西幕下54枚目 6–1            | 東幕下24枚目 4–3        | 東幕下18枚目 3–4            |
| 2024年 （令和6年） | 西幕下24枚目 2–4–1      | 東幕下37枚目 4–3        | 西幕下29枚目 4–3        | 西幕下22枚目 4–3            | 東幕下17枚目 3–4        | 東幕下26枚目 3–4            |
| 2025年 （令和7年） | 東幕下33枚目 3–4        | 東幕下43枚目 3–4        | 西幕下59枚目 4–3        | 西幕下48枚目 4–3            | x                       | x                           |
| 各欄の数字は、「勝ち-負け-休場」を示す。 優勝 引退 休場 十両 幕下 三賞：敢=敢闘賞、殊=殊勲賞、技=技能賞 その他：★=金星 番付階級：幕内 - 十両 - 幕下 - 三段目 - 序二段 - 序ノ口 幕内序列：横綱 - 大関 - 関脇 - 小結 - 前頭（「#数字」は各位内の序列） |                         |                         |                         |                             |                         |                             |

## 改名歴
- 長尾 勇気（ながお ゆうき）2014年3月場所 - 2015年7月場所
- 栃清龍 勇気（とちせいりゅう -）2015年9月場所 -